# الجمعية الكويتية لهواة اللاسلكي
الجمعية الكويتية لهواة اللاسلكي هي منظمة غير ربحية وطنية لعشاق هواة اللاسلكيات في الكويت، تأسست عام 1979، وتهدف الجمعية إلى تنمية هواية اللاسلكي وتنظيم ممارستها وفق القوانين المعمول بها في هذا المجال.